# ちくたくぼんぼん
『ちくたくぼんぼん』は、勝田文による日本の漫画作品。
『コーラス』（集英社）にて2009年4月号から2011年10月号まで連載された。単行本は全3巻。

## あらすじ
東京のおばの家で女中として奉公に励む少女・イワ。「善行に励め」という祖父の言いつけを守るイワは、道に落ちていたコウモリを助ける。更に後日イワが拾ったのは、道端で行き倒れていた青年。
純朴な少女と不思議な青年の物語。

## 登場人物
イワ
東京で一人暮らしをするおばの家で女中をする少女。
夕泡に（コウモリの）三五を吸血コウモリだと吹き込まれ、（人間の）三五が吸血鬼ではないかと勘違いしてしまう。
三五（さんご）
イワが道端で拾ったコウモリ。十五夜に拾ったためこの名が付いた。
青木 三五（あおき さんご）
時計屋。都一とは一高の同級生。短命の家系で、名前には「四がない=死なない」という意味が込められている。
箱川 たわ子（はこかわ たわこ）
イワのおば。元女優。足を痛めてからはずっと家にいる。
箱川 都一（はこかわ といち）
たわ子の息子。イワのいとこ。留学先のイギリスから帰国し、春から帝大へ。底意地の悪い性格。
夕泡（ゆうほう）
箱川家の隣家に住む漫画家。
里（さと）
漫画家を目指し、夕泡の内弟子になった少女。イワとも仲が良い。
桝井（ますい）
実業家。劇場の取締役でお金持ち。都一の父親。
橘 操（たちばな みさお）
三五の幼なじみ。都一に想いを寄せる。
喜久（きく）
三五の母親の家の下女だった老婆。現在は三五の世話をしている。

## 単行本同時収録
ビーチ・イズ・ビューチフル
『別冊コーラス』2006年Spring掲載

## 書誌情報
勝田文 『ちくたくぼんぼん』 集英社〈クイーンズコミックス〉 全3巻
1. 2009年10月19日発売、ISBN 978-4-08-865560-4
2. 2010年12月17日発売、ISBN 978-4-08-865610-6
3. 2011年12月19日発売、ISBN 978-4-08-865654-0